# Туркула Михайло Григорович
Михайло Григорович Турку́ла (нар. 3 грудня 1958, Деренівка) — український волейбольний тренер, педагог, колишній волейболіст. Помічник головного тренера клубу «ДСО-ЗУНУ-Динамо» (Тернопіль). 

## Життєпис
Народився 3 грудня 1958 року в с. Деренівка Теребовлянського району Тернопільської области.
У 1982 році закінчив Івано-Франківський технікум фізичної культури, у 1990 — факультет фізичного виховання Тернопільського педагогічного інституту. Працював учителем фізичної культури у Збаразькій ЗОШ № 3, тренером Збаразької ДЮСШ. З 1989 року — тренер ДЮСШ «Надія» при волейбольному клубі «Надзбруччя» (Тернопіль).
З 2002 року — головний тренер ВК «Факел» (Івано-Франківськ). Після цього очолював команду клубу «Будівельник-Динамо» з Чернівців, зокрема, у квітні 2006 року.
Потім повернувся до роботи з дітьми, працював у Теребовлянській ДЮСШ.
У сезоні 2018—2019 був головним тренером клубу «ДСО-ТНЕУ» (Тернопіль). Пізніше працював помічником головних тренерів тернопільських клубів: у сезоні 2019—2020 — «ДСО-ТНЕУ» та «Галичанка-2», у сезоні 2020—2021 — «КДЮСШ № 1-ДСО-ЗУНУ» і «ДСО-ЗУНУ-Динамо». Нині — поиічник головного тренера «ДСО-ЗУНУ-Динамо» Юрія Кравцова.
Батько Віктора, свекор Олени, дідусь Вероніки Туркул.

### Досягнення
гравець
- чемпіон Центральної ради ФСТ «Колос» у складі команди Збаразького цукрового заводу (1983),
- кандидат у майстри спорту СРСР з волейболу.

тренер
- збірна Тернопільщини виграла першість України серед юнаків (1997—1998), перші кадетські ігри України (1999), стала бронзовим призером юнацьких ігор (2000), молодіжних ігор України (2002),
- Теребовлянська ДЮСШ — переможець Дитячої ліги України серед юнаків 1999—2000 р.н. (2016)[1],
- III місце серед команд вищої ліги (2001, ВК «Надзбруччя»),
- три роки входив до числа кращих тренерів Тернопільщини.